# Décès en janvier 2009
Décès
- 2005
- 2006
- 2007
- 2008
- 2009
- 2010
- 2011
- 2012
- 2013

Pour une information complémentaire, voir la page d'aide.

## Janvier 2009
| Date        | Nom                       | Activités | Âge | Source |
| ----------- | ------------------------- | --- | --- | ------ |
| 1er janvier | Hubert Desbiens           | Homme politique canadien. Élu à l'Assemblée nationale du Québec de 1976 à 1989. | 77  |        |
| 1er janvier | Laurence Pernoud          | Écrivaine française. | 90  |        |
| 1er janvier | Edmund Purdom             | Acteur et réalisateur britannique. | 84  |        |
| 1er janvier | Nizar Rayyane             | Responsable politico-religieux palestinien du Hamas. | 49  |        |
| 1er janvier | Johannes Mario Simmel     | Écrivain autrichien. | 84  |        |
| 1er janvier | Helen Suzman              | Femme politique sud-africaine, militante anti-apartheid. | 91  |        |
| 2 janvier   | Inger Christensen         | Poétesse danoise. | 73  |        |
| 2 janvier   | Valentina Giovagnini      | Chanteuse italienne. | 28  |        |
| 2 janvier   | Maria de Jesus dos Santos | Supercentenaire portugaise. Doyenne de l'humanité depuis le 26 novembre 2008. | 115 |        |
| 2 janvier   | Charles Menge             | Peintre suisse. | 88  |        |
| 3 janvier   | Didier Aaron              | Antiquaire. | 85  |        |
| 3 janvier   | Abou Zakaria al Djamal    | Responsable militaire palestinien du Hamas. | 49  |        |
| 3 janvier   | Luca Gelfi                | Coureur cycliste italien. | 42  |        |
| 3 janvier   | Pat Hingle                | Acteur et producteur américain. | 84  |        |
| 3 janvier   | Adolf Merckle             | Milliardaire allemand. | 74  |        |
| 3 janvier   | Alan Walters              | Économiste britannique. Conseiller économique en chef de Margaret Thatcher de 1981 à 1983 et en 1989. | 82  |        |
| 4 janvier   | Leo Clijsters             | Footballeur international belge. Père de la joueuse de tennis Kim Clijsters. | 52  | (de)   |
| 4 janvier   | Betty Freeman             | Photographe et philanthrope américaine. | 87  |        |
| 6 janvier   | Ron Asheton               | Musicien de rock américain. Guitariste et bassiste des Stooges. | 60  |        |
| 6 janvier   | Jean-Pierre Bakrim        | joueur et entraîneur de football français. | 87  |        |
| 7 janvier   | Roger Besse               | Homme politique français. Ancien Sénateur et Président du conseil général du Cantal. | 79  |        |
| 7 janvier   | María Dimitriádi          | Chanteuse grecque. | 58  |        |
| 8 janvier   | Gaston Lenôtre            | Pâtissier français. | 88  |        |
| 9 janvier   | Tom van Flandern          | Astronome américain. | 68  |        |
| 9 janvier   | René Herms                | Athlète allemand. | 26  |        |
| 9 janvier   | Victor Mosa               | Footballeur français. | 63  |        |
| 9 janvier   | Jean Sassi                | Militaire français. | 91  |        |
| 9 janvier   | Ljubica Sokić             | Peintre serbe. | 94  |        |
| 9 janvier   | Alain de La Tocnaye       | Militaire français, ancien membre de l’OAS. | 82  |        |
| 10 janvier  | Georges Cravenne          | Attaché de presse, journaliste et producteur de cinéma français. Créateur des César du cinéma. | 94  |        |
| 10 janvier  | Pio Laghi                 | Cardinal italien. | 86  |        |
| 10 janvier  | Marie-Françoise Lubeth    | Athlète française. | 46  |        |
| 10 janvier  | Joaquín Murillo           | Footballeur espagnol. | 76  | (es)   |
| 10 janvier  | Jean Pelletier            | Homme politique canadien. Maire de Québec de 1977 à 1989. | 73  |        |
| 10 janvier  | Sidney Wood               | Joueur de tennis américain. Vainqueur du Tournoi de Wimbledon en 1931. | 97  |        |
| 11 janvier  | Shigeo Fukuda             | Sculpteur et graphiste japonais. | 76  |        |
| 11 janvier  | Milan Rufus               | Poète slovaque. | 80  |        |
| 12 janvier  | Claude Berri              | Producteur de cinéma et réalisateur français. | 74  |        |
| 12 janvier  | Albino Friaça Cardoso     | Footballeur international brésilien. Vice-champion du monde en 1950. | 84  | (pt)   |
| 12 janvier  | Russ Conway               | Acteur canado-américain. | 95  |        |
| 12 janvier  | Nicolas Genka             | Écrivain français. | 71  |        |
| 12 janvier  | Arne Næss                 | Philosophe norvégien. | 96  |        |
| 13 janvier  | Patrick McGoohan          | Acteur américain. Premier rôle de la série Le Prisonnier. | 80  |        |
| 13 janvier  | Mansour Rahbani           | Musicien et compositeur libanais. | 83  |        |
| 14 janvier  | Jan Kaplický              | Architecte tchèque. Créateur du cabinet d'architecture Future Systems, Prix Stirling 1999. | 71  |        |
| 14 janvier  | Ricardo Montalbán         | Acteur et réalisateur mexicain. Premier rôle de la série L'Île fantastique. | 88  |        |
| 14 janvier  | Angela Morley             | Compositrice britannique. | 84  |        |
| 14 janvier  | Gennadi Shatkov           | Boxeur russe. Médaille d'or dans la catégorie des poids moyens aux J.O. d'été de 1956. | 76  |        |
| 15 janvier  | Maurice Chappaz           | Écrivain suisse d'expression française. | 92  |        |
| 15 janvier  | Olivier Clément           | Théologien orthodoxe français. | 87  |        |
| 15 janvier  | René Coll                 | Chef d'orchestre français. | 68  |        |
| 15 janvier  | Saïd Seyam                | Homme politique palestinien. Ministre de l'intérieur de l'Autorité palestinienne depuis 2006. | 49  |        |
| 16 janvier  | John Mortimer             | Écrivain britannique. | 85  |        |
| 16 janvier  | Jacqueline Pardon         | Figure de la Résistance française. | 88  |        |
| 16 janvier  | Andrew Wyeth              | Peintre américain. | 91  |        |
| 17 janvier  | Tomislav Crnković         | Joueur et entraîneur de football yougoslave puis croate | 79  | (sr)   |
| 17 janvier  | Anders Isaksson           | Écrivain, journaliste et historien suédois. | 63  |        |
| 17 janvier  | Italo Mereu               | Juriste et universitaire (professeur de droit) italien. | 87  |        |
| 18 janvier  | Kathleen Byron            | Actrice britannique. | 88  |        |
| 18 janvier  | Danái Stratigopoúlou      | Chanteuse grecque. | 95  |        |
| 18 janvier  | Roger Troisième           | Footballeur français. | 87  |        |
| 19 janvier  | Anastasia Babourova       | Journaliste ukrainienne. | 25  |        |
| 19 janvier  | Jacques Bar               | Producteur français. | 88  |        |
| 19 janvier  | Stanislav Markelov        | Avocat et journaliste russe. | 34  |        |
| 19 janvier  | Camille Niogret           | Peintre français. | 98  |        |
| 19 janvier  | José Torres               | Boxeur portoricain. Champion du monde WBA et WBC des mi lourds de 1965 à 1966. | 72  |        |
| 20 janvier  | Jacques Féron             | Homme politique français. | 97  |        |
| 20 janvier  | Stéphane II Ghattas       | Cardinal égyptien. | 89  |        |
| 20 janvier  | Dina Vierny               | Galeriste française d'origine moldave. Muse du sculpteur Aristide Maillol dans les années 1930. | 89  |        |
| 21 janvier  | Jean Jadot                | Archevêque belge et délégué apostolique au Laos (en), Singapour (en) et Malaisie (en), pro-nonce apostolique en Thaïlande (en), au Gabon (en) et au Cameroun et délégué apostolique en Guinée équatoriale (en) puis délégué apostolique aux États-Unis entre 1973 et 1980. | 99  |        |
| 21 janvier  | Claude Moliterni          | Écrivain, critique, historien et scénariste de bande-dessinée français. | 76  |        |
| 21 janvier  | Peter Persidis            | Footballeur international puis entraineur autrichien. | 61  |        |
| 22 janvier  | Chau Sen Cocsal           | 1er ministre cambodgien. | 104 |        |
| 22 janvier  | René Kleinmann            | Adolescent résistant français, membre de l'organisation clandestine La Main noire pendant la Seconde Guerre mondiale | 85  |        |
| 22 janvier  | Clément Pinault           | Footballeur français. Défenseur de Clermont Foot. | 23  |        |
| 22 janvier  | Francisco Ribas           | Footballeur espagnol. | 92  | (es)   |
| 22 janvier  | Marcel Schneider          | Écrivain français. | 95  |        |
| 22 janvier  | Louis Simonneaux          | Évêque catholique français. Évêque émérite de Versailles. | 93  |        |
| 23 janvier  | André Badin               | Acteur français | 76  |        |
| 23 janvier  | Geneviève Pezet           | Peintre, sculptrice et céramiste française | 95  |        |
| 24 janvier  | Fernando Cornejo          | footballeur chilien. | 39  |        |
| 24 janvier  | Marie Glory               | Actrice française. | 103 |        |
| 24 janvier  | Karl Koller               | footballeur international autrichien. | 79  |        |
| 24 janvier  | Suzanne Millerioux        | peintre française. | 90  |        |
| 25 janvier  | Gérard Blanc              | Chanteur et musicien français. | 61  |        |
| 25 janvier  | Mamadou Dia               | Homme politique sénégalais. Premier Ministre du Sénégal de 1960 à 1962. | 98  |        |
| 26 janvier  | Ivan Jensen               | Footballeur international danois. | 86  |        |
| 26 janvier  | Christian Spiller         | Homme politique français. | 74  |        |
| 27 janvier  | Yvon Péan                 | Écrivain contemporain français du parler angevin, Chevalier de l'Ordre national du Mérite | 80  |        |
| 27 janvier  | John Updike               | Écrivain américain. | 76  |        |
| 27 janvier  | Ramaswamy Venkataraman    | Homme politique indien. Président de l'Inde de 1987 à 1992. | 98  |        |
| 28 janvier  | Ahmed Majid Benjelloun    | Juriste et homme politique marocain. Ministre Marocain de l'Information, ministre de la fonction publique et procureur du Roi. | 81  |        |
| 28 janvier  | Glenn Ashby Davis         | Athlète américain. Champion olympique du 400 m haies en 1956 et 1960, et du relais 4 × 400 mètres en 1960. | 74  |        |
| 28 janvier  | Lucille M. Mair           | Diplomate jamaïcaine. | 85  | (en)   |
| 28 janvier  | Kim Manners               | Réalisateur américain. | 59  |        |
| 28 janvier  | Billy Powell              | Musicien américain. Claviériste du groupe Lynyrd Skynyrd. | 56  |        |
| 29 janvier  | René Berger               | Philosophe et historien d'art suisse. | 94  |        |
| 29 janvier  | Paul Gui Dibo             | Homme politique ivoirien. Ministre de 1971 à 1990. | 70  |        |
| 29 janvier  | Hélio Gracie              | Sportif brésilien. Fondateur du Gracie jiu-jitsu. | 95  |        |
| 29 janvier  | John Martyn               | Chanteur et guitariste de musique folk et blues britannique. | 60  |        |
| 29 janvier  | Roger Pontet              | Coureur cycliste français | 88  |        |
| 29 janvier  | François Villiers         | Réalisateur français. | 88  |        |
| 30 janvier  | Lino Aldani               | Écrivain italien. | 83  |        |
| 30 janvier  | Bernard Arcand            | Anthropologue canadien. | 63  |        |
| 30 janvier  | Hans Beck                 | Industriel allemand, inventeur des jouets Playmobil. | 79  |        |
| 30 janvier  | Harold Guy Hunt           | Gouverneur américain. | 75  |        |
| 30 janvier  | Ingemar Johansson         | Boxeur suédois. Champion du monde des poids lourds de 1959 à 1960. | 76  |        |
| 30 janvier  | Sune Jonsson              | Photographe suédois. | 79  |        |
| 30 janvier  | Teddy Mayer               | Personnalité américaine du sport automobile. Propriétaire de l'écurie McLaren dans les années 1970. | 73  |        |
| 31 janvier  | Pieter Van den Bosch      | Footballeur belge. | 81  |        |
| 31 janvier  | Thérèse Lavoie-Roux       | Femme politique canadienne. Ministre de la Santé du Québec de 1985 à 1989. | 80  |        |